# Bisaurín
Le Bisaurín est une montagne des Pyrénées occidentales espagnoles en la province de Huesca (Aragon). Son altitude est de 2 669 mètres. Situé entre les massifs d'Aspe et de Larra-Belagua, c'est le plus haut sommet pyrénéen rencontré en venant depuis l'océan Atlantique.

## Toponymie
Visaurin, nom francisé employé sur la carte de Cassini au XVIIe siècle, également orthographié Bisaurin ou Bisauri, proviendrait du gascon besurt qui désigne le sorbier des oiseleurs, un arbre ou arbuste supportant bien l'altitude.